# Labljane (Novo Brdo)
Pour l’article homonyme, voir Labljane (Peć).
Llabjan en albanais et Labljane en serbe latin (en serbe cyrillique : Лабљане) est une localité du Kosovo située dans la commune/municipalité de Novobërdë/Novo Brdo, district de Pristina (Kosovo) ou district de Kosovo-Pomoravlje (Serbie). Selon le recensement kosovar de 2011, elle compte 875 habitants.

## Démographie

### Évolution historique de la population dans la localité
| 1948 | 1953 | 1961 | 1971 | 1981 | 1991 | 2011 |
| ---- | ---- | ---- | ---- | ---- | ---- | ---- |
| 465  | 505  | 499  | 546  | 677  | 744  | 875  |

|  |

### Répartition de la population par nationalités (2011)
En 2011, les Albanais représentaient 95,20 % de la population.